# Jaime Zevallos
Jaime Zevallos es un actor y escritor peruano-estadounidense. También es de ascendencia judía española y alemana.

## Primeros años
Jaime Zevallos nació en Perú. Su familia se mudó a Nueva York cuando él tenía tres años.

## Carrera
En 2018, Jaime Zevallos se unió al elenco de Marvel's Cloak & Dagger como el Padre Delgado, un aliado de los personajes principales.
En septiembre de 2020, Zevallos participó junto con Zachary Laoutides y Alexander James Rodriguez en la próxima película "Where Sweet Dreams Die."

## Vida personal
Fue nombrado "uno de los 25 latinos más influyentes de Los Ángeles" por la revista Latino Leaders.

## Filmografía

### Cine
| Año  | Título                               | Personajes               | Notas                               |
| ---- | ------------------------------------ | ------------------------ | ----------------------------------- |
| 1999 | Summer of Sam                        | Policía de Nueva York    | Sin acreditar                       |
| 2005 | Losers of the Year                   | Patinador                | Video                               |
| 2006 | The Gleam                            | Max                      |                                     |
| 2006 | Double Down                          | Ryan                     | También escritor y director         |
| 2007 | Reno 911!: Miami                     | Oficial de policía       | Sin acreditar                       |
| 2007 | Life's Web                           | Chef                     | Corto                               |
| 2009 | Cloud Gazing                         | Henry                    | Video; También escritor y director. |
| 2009 | El americano                         | Aficionado al mercado    | Corto                               |
| 2009 | Struggle                             | Ganador del ajedrez      | Corto                               |
| 2009 | Painless: The Dark Side of Hollywood | Gómez                    | Corto; También escritor             |
| 2009 | Love, Sex & Drugs                    | Jack                     |                                     |
| 2009 | Diplomatic Acquisition               | Antonio                  | Corto                               |
| 2010 | A Presidential Dilemma               | Asistente Presidencial 2 | Corto                               |
| 2010 | The Latin & The Gringo               | Jesús                    | Corto; También escritor             |
| 2010 | Happy Killers                        | Asesino                  | Corto; También escritor y director  |
| 2011 | Somnolence                           |                          | Corto                               |
| 2011 | Blood Canvas                         | James Pitman             |                                     |
| 2011 | Wreck                                | Joel                     | Corto                               |
| 2011 | Maria My Love                        | Jamie                    | Sin acreditar                       |
| 2012 | Heartlines                           | JP                       | También escritor                    |
| 2013 | Pescado Muerto                       | Ulises                   | Corto                               |
| 2013 | One Story                            | Emilio                   |                                     |
| 2013 | Duke                                 | Hector                   |                                     |
| 2014 | Grisly                               | Agente-M #2              | Corto                               |
| 2014 | Killing Frisco                       | Frisco                   |                                     |
| 2015 | American Sharia                      | Oficial José             |                                     |
| 2015 | 4am Gas Station Muzak                | Rey Bans                 | Corto; También escritor y director  |
| 2015 | The Visions of Daniel                | Hombre de Negro          | Corto                               |
| 2016 | The Vanished                         | Ray                      |                                     |
| 2016 | Call Me King                         | Asesino salvadoreño      |                                     |
| 2016 | Me You and Five Bucks                | Charlie Castillo         | También escritor y director         |
| 2017 | The Summoning                        | Detective Jonathan Silva |                                     |
| 2017 | The Ghost and The Whale              | Poe                      |                                     |
| 2018 | Guilty Not Guilty                    | Narrador                 |                                     |
| 2018 | Sweet Darling                        | Rich Holstein            |                                     |
| 2018 | El Africano                          | Diego                    |                                     |
| 2018 | East End                             | Rodolfo Valentino        | Corto; También escritor y director  |
| 2019 | A Girl Named Mara                    | Rudolpho                 | Corto                               |
| 2021 | South of Heaven                      | Julio                    |                                     |
| TBA  | Dead Men Float                       | Raphael                  |                                     |
| TBA  | Where Sweat Dreams Die               |                          | Próxima película                    |

### Televisión
| Año       | Título                | Personajes               | Notas                                         |
| --------- | --------------------- | ------------------------ | --------------------------------------------- |
| 1999      | Eye Spy Video         | Actor                    |                                               |
| 2006      | General Hospital      | Estudiante universitario | 1 episodio                                    |
| 2006      | The Bedford Diaries   | Espectador de disturbios | Episodio: "I'm Gonna Love College"            |
| 2006      | Dating Factory        | Actor                    |                                               |
| 2006      | Jericho               | Bombero                  | Episodio: "Fallout"                           |
| 2006      | SamHas7Friends        | Chivo Gonzales           | Periódico                                     |
| 2007      | José Luis Sin Censura | Héctor                   | Episodio: "María y su jefe tienen relaciones" |
| 2007      | Mind of Mencia        | Oficial tijuanense       | 1 episodio                                    |
| 2007      | 12 Corazones          | Leo                      | 2 episodios                                   |
| 2008      | Karlifornia           |                          |                                               |
| 2008      | Secretos              | Gabriel Rojas            | Episodio: "Bad Sister"                        |
| 2008      | Ingles Ya!            | The Husband              | Episodio: "Opening a Bank Account"            |
| 2008      | Leverage              | Bruiser                  | Episodio: "The Miracle Job"                   |
| 2010      | House                 | Marcus                   | Episodio: "Small Sacrifices"                  |
| 2011      | Southland             | Sacerdote                | Episodio: "Code 4"                            |
| 2011      | Off the Map           | Elan Osario              | Episodio: "On the Mean Streets of San Miguel" |
| 2012      | Sons of Anarchy       | EMT                      | Episodio: "Ablation"                          |
| 2013      | Shrader House         | Alex Vega                | Película TV                                   |
| 2013      | Douche Bros.          | Doug                     | Piloto                                        |
| 2014      | Intelligence          | Néstor Junaro            | Episodio: "Delta Force"                       |
| 2014      | The Bridge            | Manuel Alcala            | 2 episodios                                   |
| 2015      | American Horror Story | Kevin                    | Episodio: "She Gets Revenge"                  |
| 2016      | Change of Heart       | Comandante Pence         | Película TV                                   |
| 2016      | Home                  | Victor 'Bird' Ruiz       | Película TV                                   |
| 2016      | Alternatino           | Secuaz                   | Episodio: "Buenas Noches with Diego Luca"     |
| 2016-2017 | Animal Kingdom        | Scottie Randall          | 2 episodios                                   |
| 2017      | Beauty and the Baller | Robert Montana           | 3 episodios                                   |
| 2018-2019 | Cloak & Dagger        | Padre Delgado            | Reparto principal                             |